# Оряховица
Оряховица (болг. Оряховица) — село в Болгарии. Находится в Старозагорской области, входит в общину Стара-Загора. Население составляет 734 человека.

## Политическая ситуация
В местном кметстве Оряховица, в состав которого входит Оряховица, должность кмета (старосты) исполняет Атанас Проданов Вапцаров (независимый) по результатам выборов правления кметства.
Кмет (мэр) общины Стара-Загора — Светлин Танчев (Граждане за европейское развитие Болгарии (ГЕРБ)) по результатам выборов в правление общины.